# Proales daphnicola
Proales daphnicola is een raderdiertjessoort uit de familie Proalidae. De wetenschappelijke naam van deze soort is voor het eerst geldig gepubliceerd in 1892 door Thompson.